# ミラーファイト
『ミラーファイト』は、東京12チャンネル（現:テレビ東京）にて1974年4月1日から6月28日までの間、毎週月曜から金曜18:20 - 18:27に放送された、円谷プロダクション制作のミニ番組。

## 概要
1971年放送の特撮テレビドラマ『ミラーマン』を題材に、かつて人気番組となった『ウルトラファイト』のコンセプトを継承する形で制作された。『ウルトラファイト』と同様、『ミラーマン』の戦闘シーンや本編のハイライトシーンを抜き出して再編集した映像と、東條昭平の演出による『ミラーマン』の撮影で使用された既存の着ぐるみを流用した新撮エピソードを織り交ぜた構成となっている。
サブタイトルは当時の時事問題や有名映画・文学作品のパロディが多く取り入れられている。
当初からTBSでの放送を前提に制作された『ウルトラファイト』と異なり、本作品は全話の制作終了後に、各テレビ局への番組セールスが行われた。
2010年9月1日より、映画『ウルトラマンゼロ THE MOVIE 超決戦!ベリアル銀河帝国』の公開を記念して、ニコニコ動画の「ニコニコ特撮」で配信された（第2・第4木曜日に1話更新。配信話は第1話と新撮編のみ）。

## 登場キャラクター
ここでは新撮映像に登場するキャラクターを紹介する。
- ミラーマン
- アロザ
- ノア
- ザイラス
- コールドン
- ゴルゴザウルスβ

## スタッフ
- ナレーター：横山あきお
- 音楽：冬木透
- 監督：東條昭平（新撮編）

## オープニング
『ミラーマン』において鏡京太郎がミラーマンに変身する場面に使われた光学エフェクトと共に巨大化するミラーマンの姿を見せた後、エンディングなどで使われていた光学映像をバックにタイトル文字が挿入され、サブタイトル画面は白地のシンプルなもの、という『ウルトラファイト』とほぼ同様の形式をとっている。後に前者のエフェクトは『トリプルファイター』、後者は『プロレスの星アステカイザー』のオープニングタイトルや『ウルトラマンレオ』でのウルトラ念力のエフェクトに流用された。
オープニング音楽には「ミラーマンの歌」のメロオケが使われているが、コロムビアレコードの保有するオリジナル音源のイントロと、『ミラーマン』放送当時、ゼール音楽出版から発売されたカバー版のカラオケにメロディを被せたものを組み合わせている。なお、ゼール版は『ミラーマン』第12話でも使用されたことがある。

## エピソード一覧
| 話数 | 放送日          | サブタイトル             | 登場キャラクター                                | 使用エピソード                                            |
| ---- | --------------- | ------------------------ | ----------------------------------------------- | --------------------------------------------------------- |
| 1    | 1974年 04月01日 | 怪獣は死ね！             | アイアン、ミラーマン                            | 『ミラーマン』 第1話「ミラーマン誕生」                    |
| 2    | 4月02日         | 明日は墓場だ             | アイアン                                        | 『ミラーマン』 第1話「ミラーマン誕生」                    |
| 3    | 4月03日         | 怪獣無残！               | キティファイヤー、ミラーマン                    | 『ミラーマン』 第2話「侵略者は隣にいる」                  |
| 4    | 4月04日         | そこから始まる           | ダークロン、ミラーマン                          | 『ミラーマン』 第3話「消えた超特急」                      |
| 5    | 4月05日         | 火炎地獄に何を見た       | ノア、アロザ、ザイラス                          | 新規撮影                                                  |
| 6    | 4月08日         | 波乱！怪獣裏街道         | ダークロン                                      | 『ミラーマン』 第3話「消えた超特急」                      |
| 7    | 4月09日         | 生きとし生けるもの       | マルチ、ミラーマン                              | 『ミラーマン』 第4話「コバルト60の恐怖」                  |
| 8    | 4月10日         | 弱きものその名は怪獣     | インベラー、ミラーマン                          | 『ミラーマン』 第5話「怪鳥インベラー現る！」              |
| 9    | 4月11日         | 怪獣の季節               | キティファイヤー（2代目）、ミラーマン           | 『ミラーマン』 第6話「鏡の中の墓場」                      |
| 10   | 4月12日         | ミラーマンを総括しろ！   | ノア、アロザ、ミラーマン                        | 新規撮影                                                  |
| 11   | 4月15日         | あわれ怪獣夢枕           | ゴールドサタン、ミラーマン                      | 『ミラーマン』 第7話「打倒！人体侵略作戦」                |
| 12   | 4月16日         | 怪獣は天使じゃない       | アイアン（2代目）、ミラーマン                   | 『ミラーマン』 第8話「鋼鉄竜アイアンの大逆襲」            |
| 13   | 4月17日         | 絶望への誘い             | マルチ（2代目）、ミラーマン                     | 『ミラーマン』 第9話「凧に乗って来たマルチ」              |
| 14   | 4月18日         | 怪獣殺法の美学           | 重力マシン、インベーダー、ミラーマン            | 『ミラーマン』 第10話「時計が止まった街」                 |
| 15   | 4月19日         | 怪獣恋唄                 | アロザ、ザイラス、コールドン                    | 新規撮影                                                  |
| 16   | 4月22日         | 黒い花輪は怪獣のもの     | インベーダー、ミラーマン                        | 『ミラーマン』 第10話「時計が止まった街」                 |
| 17   | 4月23日         | 怪獣は死神が好き         | ザイラス、ミラーマン                            | 『ミラーマン』 第11話「火焔怪人ザイラスを撃て！」         |
| 18   | 4月24日         | 襲撃!! 怪獣の砦          | ゴールドサタン（2代目）、ミラーマン             | 『ミラーマン』 第12話「出たっ！シルバークロス」           |
| 19   | 4月25日         | 怪獣交響曲               | ノア、ミラーマン                                | 『ミラーマン』 第13話「笛を吹く魔女」                     |
| 20   | 4月26日         | 怪獣武士道               | アロザ、ザイラス                                | 新規撮影                                                  |
| 21   | 4月29日         | 何かが狂ってる           | ザイラス、ノア、コールドン、アロザ、ミラーマン  | 新規撮影                                                  |
| 22   | 4月30日         | 逆転！怪獣番外地         | ノア、コールドン、アロザ、ザイラス、ミラーマン  | 新規撮影                                                  |
| 23   | 5月01日         | 鮮血!! 怪獣無情          | ザイラス、アロザ、ミラーマン                    | 新規撮影                                                  |
| 24   | 5月02日         | 怪獣紋太郎何処へ行く     | アロザ、ザイラス、ノア                          | 新規撮影                                                  |
| 25   | 5月03日         | 命はもらった             | キングザイガー、ミラーマン                      | 『ミラーマン』 第14話「キングザイガーを倒せ！」           |
| 26   | 5月06日         | 怪獣最終楽章             | キングザイガー、ミラーマン                      | 『ミラーマン』 第14話「キングザイガーを倒せ！」           |
| 27   | 5月07日         | 忍びの掟                 | ジャバラ、ミラーマン                            | 『ミラーマン』 第15話「謎の怪獣スクリーン」               |
| 28   | 5月08日         | 気になる関係             | アロザ、ミラーマン                              | 『ミラーマン』 第18話「生きかえった恐竜アロザ」           |
| 29   | 5月09日         | 怒れ！挑め！死ね！       | アロザ、ミラーマン                              | 『ミラーマン』 第18話「生きかえった恐竜アロザ」           |
| 30   | 5月10日         | 怪獣専科                 | アロザ                                          | 『ミラーマン』 第18話「生きかえった恐竜アロザ」           |
| 31   | 5月13日         | ミラーマンの仮面を剥げ！ | コールドン、ノア、ミラーマン                    | 新規撮影                                                  |
| 32   | 5月14日         | 花吹雪！怪獣絶唱         | コールドン、ザイラス                            | 新規撮影                                                  |
| 33   | 5月15日         | 怪獣体験第一章           | キンダー、ミラーマン                            | 『ミラーマン』 第16話「人形怪獣キンダーを追え！」         |
| 34   | 5月16日         | 安い命に賭けるもの       | カメレゴン、ミラーマン                          | 『ミラーマン』 第17話「罠におちたミラーマン」             |
| 35   | 5月17日         | 復讐して笑え！           | スフェノドン、ダークロン（2代目）、ミラーマン   | 『ミラーマン』 第20話「二大怪獣出現 －深海の用心棒－」    |
| 36   | 5月20日         | 怪獣地獄                 | タイガン、ミラーマン                            | 『ミラーマン』 第21話「恐怖の液体怪獣タイガン」           |
| 37   | 5月21日         | 怪獣の死角               | オズマー、ビッグアイ、ミラーマン                | 『ミラーマン』 第19話「危機一髪！S.G.M」                  |
| 38   | 5月22日         | 風に吹かれて             | キングワンダー、ミラーマン                      | 『ミラーマン』 第22話「月面怪獣キング・ワンダーとの死闘」 |
| 39   | 5月23日         | 怪獣漂流者               | アンドロザウルス、ミラーマン                    | 『ミラーマン』 第23話「土星怪獣アンドロザウルス襲来！」   |
| 40   | 5月24日         | 荒野に散った             | アンドロザウルス、ミラーマン                    | 『ミラーマン』 第23話「土星怪獣アンドロザウルス襲来！」   |
| 41   | 5月27日         | 命を裂け！               | ダストパン、ミラーマン                          | 『ミラーマン』 第25話「怪獣を探す妖精少女」               |
| 42   | 5月28日         | 影を斬ったら…            | スネークキング                                  | 『ミラーマン』 第26話「ミラーマン・絶体絶命！」           |
| 43   | 5月29日         | 暗い出生は誰れのもの!?   | スネークキング、ミラーマン                      | 『ミラーマン』 第26話「ミラーマン・絶体絶命！」           |
| 44   | 5月30日         | 怪獣とむらい師           | スネークキング、ミラーマン                      | 『ミラーマン』 第26話「ミラーマン・絶体絶命！」           |
| 45   | 5月31日         | 怪獣逃亡者               | スネークキング、ハリゴジラ、ミラーマン          | 『ミラーマン』 第26話「ミラーマン・絶体絶命！」           |
| 46   | 6月03日         | 怪獣浄土                 | スネークキング、ハリゴジラ、ミラーマン          | 『ミラーマン』 第26話「ミラーマン・絶体絶命！」           |
| 47   | 6月04日         | 屍を越えて！             | ハリゴジラ、ミラーマン                          | 『ミラーマン』 第27話「総攻撃！S.G.M」                    |
| 48   | 6月05日         | 怪獣ゲリラ               | ハリゴジラ、ミラーマン                          | 『ミラーマン』 第27話「総攻撃！S.G.M」                    |
| 49   | 6月06日         | 苛酷な遊び               | キーラゴン、ミラーマン                          | 『ミラーマン』 第28話「殺し屋怪獣からの挑戦状」           |
| 50   | 6月07日         | 怪獣まんだら             | アリゲーダー、ミラーマン                        | 『ミラーマン』 第31話「電光石火の必殺技！」               |
| 51   | 6月10日         | 炎に身を焼く             | シーキラザウルス、ミラーマン                    | 『ミラーマン』 第32話「今救え！死の海」                   |
| 52   | 6月11日         | 滅亡のきざし             | シーキラザウルス、ミラーマン                    | 『ミラーマン』 第32話「今救え！死の海」                   |
| 53   | 6月12日         | 怪獣の夜明け             | ペアモンスキング、ミラーマン                    | 『ミラーマン』 第33話「インベーダーの海底基地」           |
| 54   | 6月13日         | 怪獣葉がくれ忍法         | ザイラス、ミラーマン                            | 新規撮影                                                  |
| 55   | 6月14日         | 必殺！怪獣の掟           | ノア、アロザ、ミラーマン                        | 新規撮影                                                  |
| 56   | 6月17日         | 怪獣ハンターは二度死ぬ   | ゴルゴザウルスβ、アロザ、コールドン、ミラーマン | 新規撮影                                                  |
| 57   | 6月18日         | 背徳の栄光               | モグラキング、ミラーマン                        | 『ミラーマン』 第35話「S.G.M特攻作戦」                    |
| 58   | 6月19日         | 異端者の悲しみ           | インベザウルス、ミラーマン                      | 『ミラーマン』 第42話「小さなインベーダー」               |
| 59   | 6月20日         | 怪獣殺し                 | シャドウモンス、ミラーマン                      | 『ミラーマン』 第40話「インベーダー移住作戦」             |
| 60   | 6月21日         | 死んで花実が咲くものか   | エレキザウルス、デッドキング、ミラーマン        | 『ミラーマン』 第51話「さよならミラーマン」               |
| 61   | 6月24日         | 怪獣呪文                 | エレキザウルス、ミラーマン                      | 『ミラーマン』 第50話「地球最後の日」                     |
| 62   | 6月25日         | 怪獣怨み節               | ボアザウルス、ミラーマン                        | 『ミラーマン』 第48話「赤い怪鳥は三度来た！」             |
| 63   | 6月26日         | 怪獣仕掛人               | テロリンガ、ミラーマン                          | 『ミラーマン』 第41話「謎の異次元怪獣」                   |
| 64   | 6月27日         | 最後に泣くもの           | レッドモンス、ミラーマン                        | 『ミラーマン』 第46話「死都に愛の鐘が鳴る」               |
| 65   | 6月28日         | 怪獣 この劇的なる生涯    | ブラックゴン、ミラーマン                        | 『ミラーマン』 第45話「少年と黒い大怪獣」                 |

## ミラーファイト2012
『ミラーマン』40周年記念として制作され、2012年4月に東映ビデオより発売された『ミラーマン』DVD第10巻スペシャルディスクに映像特典として全5話が収録された。熊本県荒尾市の万田坑（旧三井三池炭鉱の抗口施設）とウルトラマンランドで撮影が行われており、YouTubeやニコニコ動画でも一部エピソードを先行配信後、2012年1月1日に第1話、1月11日に第2話、2月24日に第3話を配信。同時収録として『ぶらりブースカの旅 ウルトラマンランド編』も同DVDスペシャルディスクに収録されている。
着ぐるみの一部はウルトラマンランドのアトラクション用のものが使用されている。
スタッフ
- 製作 - 円谷プロダクション
- ナレーター - 岸哲生

| 話数   | サブタイトル                   | 登場キャラクター                       |
| ------ | ------------------------------ | -------------------------------------- |
| 1      | ウルトラマンランドの決斗       | レギュラン星人、アイアロン、ミラーマン |
| 2      | 怪獣行進曲                     | ドリゴラス、ドラコ、ミラーマン         |
| 3      | ミラーナイト登場               | アイアロン、ドリゴラス、ミラーナイト   |
| 4      | 怪獣散歌                       |                                        |
| 5      | 銀の十字が敵を斬る             |                                        |
| 番外篇 | お誕生会 in ウルトラマンランド |                                        |

## 映像ソフト化
- 2011年12月9日から2012年4月21日にかけて東映ビデオより『ミラーマン』の単巻DVD（全10巻）が発売された際、『ミラーファイト』も併録された。1～8巻は本編ディスクに7話ずつ、9巻はスペシャルディスクに9話を収録。10巻スペシャルディスクには『ミラーファイト2012』全話を収録。2016年3月9日に東映ビデオより『ミラーマン』のDVD-BOXが発売された際にも、そのまま収録されている。
  - DVD-BOXは単巻DVD1～10巻の本編ディスクと9巻のスペシャルディスクをまとめたもので、単巻各巻に付属した4ページの解説書と10巻のスペシャルディスクは付属しないのが本来の仕様。事故で9巻スペシャルディスクの代わりに10巻スペシャルディスクが付属した商品があり、交換に応じている[11]。
- 『円谷プロ特撮ドラマ DVDコレクション』（2016年2月16日創刊、デアゴスティーニ、創刊当時は全122巻予定）が、収録作品を50巻で見直し新創刊した際、最終123巻に『ミラーファイト』新撮編を収録すると告知した。

## 関連事項
- ウルトラファイト
- レッドマン